# フランク・ゲーリー
フランク・オーウェン・ゲーリー（Frank Owen Gehry [ˈɡɛəri]、1929年2月28日 - ） は、アメリカ合衆国のロサンゼルスを本拠地とする、カナダ・トロント出身の建築家。現在、コロンビア大学建築大学院教授。イェール大学でも教鞭を執っている。

## 略歴
1929年2月28日、トロントに住むニューヨーク生まれのロシア系ユダヤ人の父アーヴィング・ゴールドバーグとウッチ生まれのポーランド系ユダヤ人の母セルマの間にフランク・オーウェン・ゴールドバーグ（Frank Owen Goldberg）として生まれる。彼はまたイーフレイム（Ephraim）というヘブライ名を持っている。創造的な子どもで、音楽や絵画を好んだ。特に母方の祖母と薪ストーブの燃料用木くずを使って作った台所の床上の「小さな町」は、自身の創作の原点だと語っている。また、波型鉄板や金網、合板などの工業用素材の使用は、10代の放課後や土曜日に手伝った祖父の金物店での経験が影響を与えている。
トロントの高校を卒業し、1947年に、家族とロサンゼルスへ移住。トラック運転手や親戚の事業の手伝いをしながら、ロサンゼルス・シティー・カレッジの夜間クラスに通い、美術と建築を学んだ。また、南カリフォルニア大学の時間外プログラムにも通い美術史や陶芸を学んだ。1952年、最初の妻アニタと結婚。1954年に南カリフォルニア大学より建築学士号を取得する。同年、第一子の誕生に際して、反ユダヤ主義の影響を避けるために姓をユダヤ系のゴールドバーグから現在のゲーリーに変更する。その後、徴兵され1956年まで陸軍に入隊し、隊員クラブの改修を手がけた。除隊後、ハーバード大学デザイン大学院で都市計画を1年間学んだ。その後、ロサンゼルスに戻り、ペレイラ＆ラックマン事務所を経て、大学時代に働いていたヴィクター・グルーエン事務所に所属する。グルーエン事務所には1960年まで所属し、住宅から商業施設、オフィス、複合施設など幅広く設計を手がけた。
1961年、友人の誘いもあり、スティーヴス邸の設計料を元手に、妻と幼い2人の娘と共にパリへ移った。パリでは、建築家のアンドレ・ルモンデ（André Remondet）の下で働き、週末にはシャルトル大聖堂やロンシャンの礼拝堂（Notre Dame du Haut, Ronchamp）などの建築のメッカで過ごす。1962年にアメリカに戻り、1967年に他の若い建築家と事務所を設立する。
当初、一般向け家具のデザインを手掛けた彼は、価格をめぐり投資家と対立し、成功には恵まれなかった。1978年より世間の注目を集めるきっかけになったのは、皮肉にもサンタモニカの自宅の安価なリノベーションであった、「ゲーリー自邸（Gehry Residence）」である。その後、脱構築主義建築の旗手とみなされるようになり、建築界のノーベル賞と呼ばれるプリツカー賞、高松宮殿下記念世界文化賞を含む、高い評価を受ける作品を数多く発表するようになる。
彼はソフトウェア技術にも精通し、モデリングと構造解析を行う航空力学・機械設計向けソフト「CATIA」を建築に適用しつつ、複雑な形態を構造的に解決している。同時に、ファサードに用いられるチタンパネルの枚数など、施工に必要な部材の具体的な数値・量までもが割り出される。ビルバオ・グッゲンハイム美術館などは、その技術を駆使した設計の一例である。2002年には、ゲーリーが設計に用いるこれらの技術をビジネス化するため、Gehry Technologies社が設立された。
2003年、カナダ勲章叙勲。2006年から、ティファニーのジュエリーデザインを多数手掛ける。
2007年6月2日から、渋谷のBunkamuraル・シネマほかにて、彼を題材にしたドキュメンタリー映画『スケッチ・オブ・フランク・ゲーリー』が公開された。
日本には、神戸にある巨大オブジェ「フィッシュ・ダンス」のほか、sno:la京都店に彼がデザインした段ボールでできたイスやソファーがある。

## 作品
| 名称                                                                | 年     | 所在地                                             | 国             | 状態     | 備考                          |
| ------------------------------------------------------------------- | ------ | -------------------------------------------------- | -------------- | -------- | ----------------------------- |
| デイヴィッドの小屋                                                  | 1958年 | カリフォルニア州アイディルワイルド＝パイン・コーブ | アメリカ合衆国 |          |                               |
| スティーヴス邸                                                      | 1959年 | カリフォルニア州ロサンゼルス                       | アメリカ合衆国 |          |                               |
| クライン邸                                                          | 1964年 | カリフォルニア州ベルエアー                         | アメリカ合衆国 |          |                               |
| アトキンソン・パーク休憩所                                          | 1964年 | カリフォルニア州サンタモニカ                       | アメリカ合衆国 |          |                               |
| ダンツィガー・スタジオ レジデンス                                   | 1965年 | カリフォルニア州ロサンゼルス                       | アメリカ合衆国 |          |                               |
| メリウェザー・ポスト・パビリオン                                    | 1967年 | メリーランド州コロンビア                           | アメリカ合衆国 |          |                               |
| オニールの納屋                                                      | 1968年 | カリフォルニア州サン・ファン・カピストラーノ       | アメリカ合衆国 |          |                               |
| デイヴィス・スタジオ レジデンス                                     | 1972年 | カリフォルニア州マリブ                             | アメリカ合衆国 |          |                               |
| ラウズ・カンパニー本社                                              | 1974年 | メリーランド州コロンビア                           | アメリカ合衆国 |          |                               |
| コンコード・パビリオン                                              | 1975年 | カリフォルニア州コンコード                         | アメリカ合衆国 |          |                               |
| ゲーリー自邸                                                        | 1978年 | カリフォルニア州サンタモニカ                       | アメリカ合衆国 |          |                               |
| ロヨラ大学・ロースクール                                            | 1978年 | カリフォルニア州ロサンゼルス                       | アメリカ合衆国 |          |                               |
| ジェミニ G.E.L                                                      | 1979年 | カリフォルニア州ロサンゼルス                       | アメリカ合衆国 |          |                               |
| サンタモニカ・プレイス                                              | 1980年 | カリフォルニア州サンタモニカ                       | アメリカ合衆国 |          |                               |
| スピラー邸                                                          | 1980年 | カリフォルニア州ヴェニス                           | アメリカ合衆国 |          |                               |
| ベンソン邸                                                          | 1981年 | カリフォルニア州カラバサス                         | アメリカ合衆国 |          |                               |
| 映画制作者の家                                                      | 1981年 | カリフォルニア州ロサンゼルス                       | アメリカ合衆国 |          |                               |
| アーノルディ・トライプレックス                                      | 1981年 | カリフォルニア州ロサンゼルス                       | アメリカ合衆国 |          |                               |
| カブリロ海洋水族館                                                  | 1981年 | カリフォルニア州サンペドロ                         | アメリカ合衆国 |          |                               |
| インディアナ・アヴェニュー・スタジオ                                | 1981年 | カリフォルニア州ヴェニス                           | アメリカ合衆国 |          |                               |
| レベッカズ・レストラン                                              | 1983年 | カリフォルニア州ヴェニス                           | アメリカ合衆国 | 一部現存 |                               |
| ロサンゼルス現代美術館別館 ゲフィン・コンテンポラリー・アット・MOCA | 1984年 | カリフォルニア州ロサンゼルス                       | アメリカ合衆国 |          |                               |
| カリフォルニア航空宇宙博物館                                        | 1984年 | カリフォルニア州ロサンゼルス                       | アメリカ合衆国 |          |                               |
| ウォスク邸                                                          | 1984年 | カリフォルニア州ビバリーヒルズ                     | アメリカ合衆国 |          |                               |
| ノートン邸                                                          | 1984年 | カリフォルニア州ヴェニス                           | アメリカ合衆国 |          |                               |
| ハリウッド地域支部図書館                                            | 1985年 | カリフォルニア州ハリウッド                         | アメリカ合衆国 |          |                               |
| UCI情報技術棟                                                       | 1986年 | カリフォルニア州アーバイン                         | アメリカ合衆国 | 現存せず |                               |
| ウィントン・ゲストハウス                                            | 1987年 | ミネソタ州オワトナ                                 | アメリカ合衆国 |          |                               |
| フィッシュ・ダンス                                                  | 1987年 | 兵庫県神戸市                                       | 日本           |          |                               |
| サーマイ=ピーターソン邸                                             | 1988年 | カリフォルニア州サウザンドオークス                 | アメリカ合衆国 |          |                               |
| エッジマール・センター                                              | 1988年 | カリフォルニア州サンタモニカ                       | アメリカ合衆国 |          |                               |
| シュナーベル邸                                                      | 1989年 | カリフォルニア州ブレントウッド                     | アメリカ合衆国 |          |                               |
| ハーマンミラー社西部地区本部                                        | 1989年 | カリフォルニア州ロックリン                         | アメリカ合衆国 |          |                               |
| ヴィトラ・デザイン・ミュージアム                                    | 1989年 | ヴァイル・アム・ライン                             | ドイツ         |          |                               |
| イェール大学精神医学研究所                                          | 1989年 | コネチカット州ニューヘイブン                       | アメリカ合衆国 |          |                               |
| シャット／デイ／モージョー広告代理店ビルディング                    | 1991年 | カリフォルニア州ヴェニス                           | アメリカ合衆国 |          |                               |
| アイオワ大学先端技術研究所                                          | 1992年 | アイオワ州アイオワシティ                           | アメリカ合衆国 |          |                               |
| ユーロ・ディズニーランド娯楽センター                                | 1992年 | マルヌ＝ラ＝ヴァレ                                 | フランス       |          |                               |
| ビラ・オリンピカ                                                    | 1992年 | バルセロナ                                         | スペイン       |          |                               |
| トレド大学美術学部                                                  | 1992年 | オハイオ州トレド                                   | アメリカ合衆国 |          |                               |
| ミネソタ大学 ワイズマン美術館                                       | 1993年 | ミネソタ州ミネアポリス                             | アメリカ合衆国 |          |                               |
| ヴィトラ本社ビル                                                    | 1994年 | ビルスフェルデン                                   | スイス         |          |                               |
| アメリカン・センター                                                | 1994年 | パリ                                               | フランス       |          | 現 シネマテーク・フランセーズ |
| フランクフルトの集合住宅                                            | 1994年 | フランクフルト                                     | ドイツ         |          |                               |
| ディズニー・アイス・リンク                                          | 1995年 | カリフォルニア州アナハイム                         | アメリカ合衆国 |          |                               |
| EMR情報・技術センター                                               | 1995年 | バート・エーンハウゼン                             | ドイツ         |          |                               |
| ナショナル・ネーデルランデン・ビル                                  | 1995年 | プラハ                                             | チェコ         |          |                               |
| チーム・ディズニーランド管理ビル                                    | 1997年 | カリフォルニア州アナハイム                         | アメリカ合衆国 |          |                               |
| ビルバオ・グッゲンハイム美術館                                      | 1997年 | ビルバオ                                           | スペイン       |          |                               |
| メディア・ハーバー・ビル                                            | 1999年 | デュッセルドルフ                                   | ドイツ         |          |                               |
| DG銀行ビル                                                          | 1999年 | ベルリン                                           | ドイツ         |          | 現DZ銀行                      |
| シンシナティ大学ヴォンツ分子科学センター                            | 1999年 | オハイオ州シンシナティ                             | アメリカ合衆国 |          |                               |
| コンデナスト・カフェテリア                                          | 1999年 | ニューヨーク州ニューヨーク                         | アメリカ合衆国 |          |                               |
| エクスペリエンス・ミュージック・プロジェクト                        | 2000年 | ワシントン州シアトル                               | アメリカ合衆国 |          |                               |
| ゲーリー・タワー                                                    | 2001年 | ハノーファー                                       | ドイツ         |          |                               |
| トライベッカ・イッセイ・ミヤケ旗艦店                                | 2001年 | ニューヨーク州ニューヨーク                         | アメリカ合衆国 |          |                               |
| ケース・ウェスタン・リザーブ大学ピーター・B・ルイス・ビルディング   | 2002年 | オハイオ州クリーブランド                           | アメリカ合衆国 |          |                               |
| マギー・センター                                                    | 2003年 | ダンディー                                         | スコットランド |          |                               |
| ウォルト・ディズニー・コンサートホール                              | 2003年 | カリフォルニア州ロサンゼルス                       | アメリカ合衆国 |          |                               |
| リチャード・B・フィッシャー舞台芸術センター                         | 2003年 | ニューヨーク州アナンデイル・オン・ハドソン         | アメリカ合衆国 |          |                               |
| MITレイ・アンド・マリア・ステイタ・センター                         | 2004年 | マサチューセッツ州ケンブリッジ                     | アメリカ合衆国 |          |                               |
| プリツカー・パビリオン                                              | 2004年 | イリノイ州シカゴ                                   | アメリカ合衆国 |          |                               |
| BPペデストリアン・ブリッジ                                          | 2004年 | イリノイ州シカゴ                                   | アメリカ合衆国 |          |                               |
| マルタ                                                              | 2005年 | ハーフォード                                       | ドイツ         |          |                               |
| IAC西海岸ヘッドクオーター                                           | 2005年 | カリフォルニア州ウェストハリウッド                 | アメリカ合衆国 |          |                               |
| ホテル・マルケス・デ・リスカル                                      | 2006年 | エルシエゴ                                         | スペイン       |          |                               |
| IAC本社屋                                                           | 2007年 | ニューヨーク州ニューヨーク                         | アメリカ合衆国 |          |                               |
| プリンストン大学ルイス図書館                                        | 2008年 | ニュージャージー州エリザベス                       | アメリカ合衆国 |          |                               |
| オンタリオ美術館                                                    | 2008年 | トロント                                           | カナダ         |          |                               |
| サーペンタイン・ギャラリー・パビリオン2008                          | 2008年 | ロンドン                                           | イギリス       |          |                               |
| デンマーク対がん協会カウンセリング・センター ヘイムダル             | 2009年 | オーフス                                           | デンマーク     |          |                               |
| ル・ルポ脳研究所                                                    | 2010年 | カリフォルニア州ラスヴェガス                       | アメリカ合衆国 |          |                               |
| オーア・オキーフ美術館                                              | 2010年 | ミシシッピー州ビロクシ                             | アメリカ合衆国 |          |                               |
| エイト・スプルース・ストリート                                      | 2010年 | ニューヨーク州ニューヨーク                         | アメリカ合衆国 |          |                               |
| ニュー・ワールド・シンフォニー                                      | 2011年 | フロリダ州マイアミビーチ                           | アメリカ合衆国 |          |                               |
| オーパス香港                                                        | 2011年 | 香港                                               | 中国           |          |                               |
| シグネチャー ・センター                                             | 2012年 | ニューヨーク州ニューヨーク                         | アメリカ合衆国 |          |                               |
| メイク・イット・ライト                                              | 2012年 | ルイジアナ州ニューオーリンズ                       | アメリカ合衆国 |          |                               |
| マギーズセンター香港                                                | 2013年 | 香港                                               | 中国           |          |                               |
| 生物多様性博物館                                                    | 2014年 | パナマ市                                           | パナマ         |          |                               |
| ルイ・ヴィトン財団                                                  | 2014年 | パリ                                               | フランス       |          |                               |
| シドニー工科大学ドクター・チャウ・チャク・ウイング棟                | 2014年 | シドニー                                           | オーストラリア |          |                               |
| フェイスブック・ウェスト                                            | 2015年 | カリフォルニア州メンローパーク                     | アメリカ合衆国 |          |                               |
| ピエール・ブーレーズ・ザール (バレンボイム・サイード・アカデミー内) | 2017年 | ベルリン                                           | ドイツ         |          |                               |

プロダクトデザイン
| 名称                         | 年      | 販売       |
| ---------------------------- | ------- | ---------- |
| イージー・エッジズ           | 1969–73 | ヴィトラ社 |
| エクスペリメンタル・エッジズ | 1979–82 | ヴィトラ社 |
| ベントウッド・ファーニチャー | 1989–92 | ノール社   |

## 日本語文献
- 『フランク・O．ゲーリー　アーキテクチュア＋プロセス』鹿島出版会、2008年

ミルドレッド・フリードマン編、繁昌朗・山口祐一郎訳。講義録
- 『フランク・ゲーリー　建築の話をしよう』エクスナレッジ、2015年

バーバラ・アイゼンバーグ編著、岡本由香子訳。講義録
- 『建築という芸術　評伝フランク・ゲ－リー』鹿島出版会、2024年

ポール・ゴールドバーガー、坂本和子訳

## 受賞歴
- 1989年 プリツカー賞
- 1992年 高松宮殿下記念世界文化賞
- 1999年 AIAゴールドメダル
- 2000年 RIBAゴールドメダル
- 2014年 アストゥリアス皇太子賞 芸術部門

## 作品ギャラリー

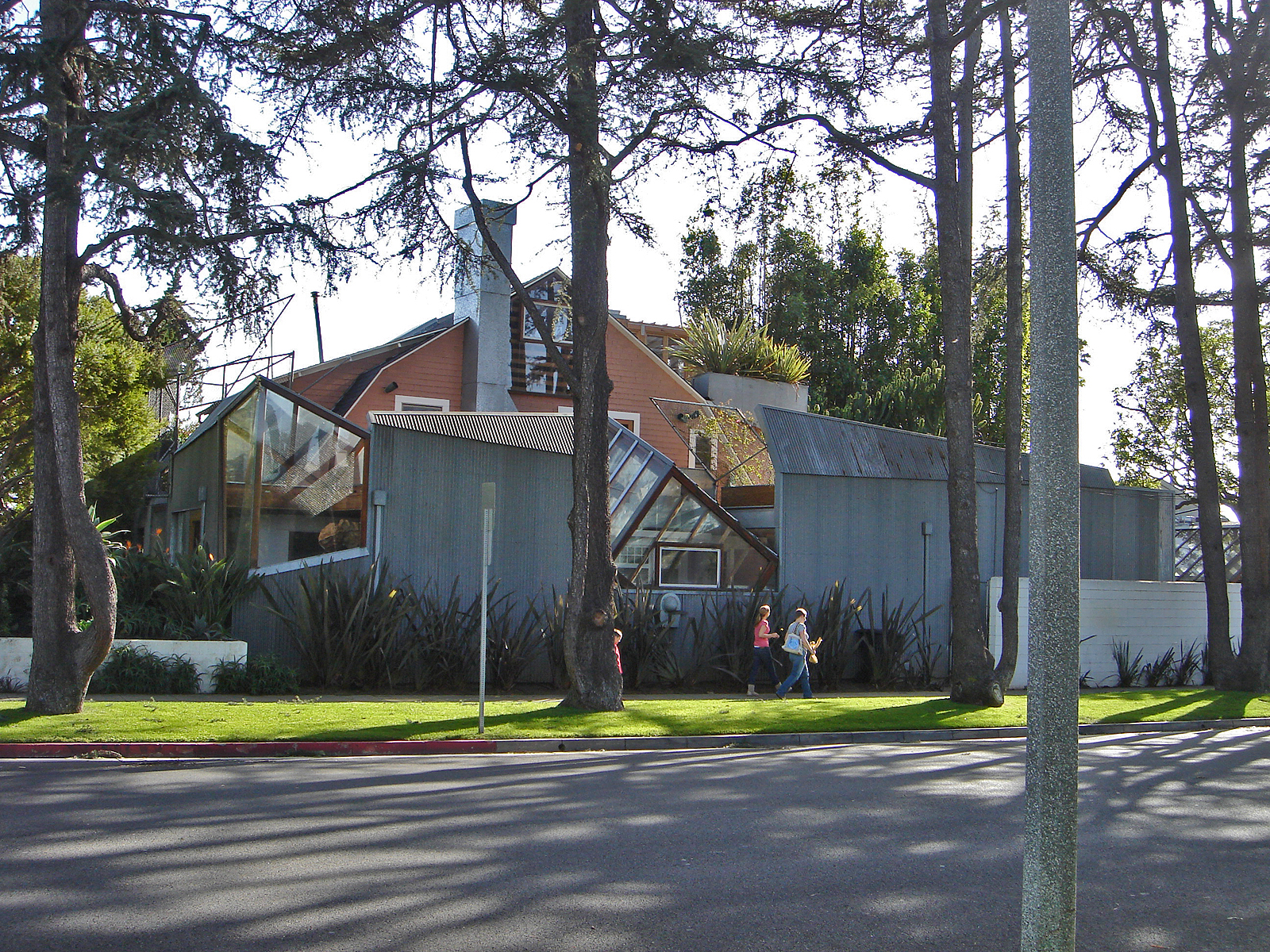
ゲーリー自邸
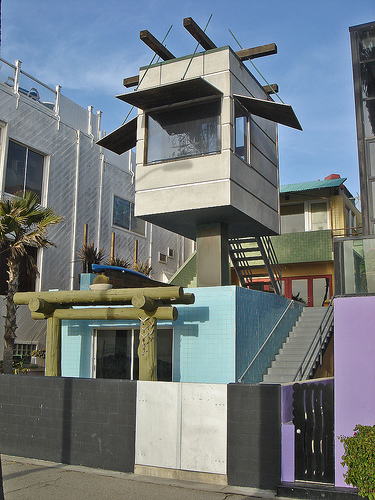
ノートン邸
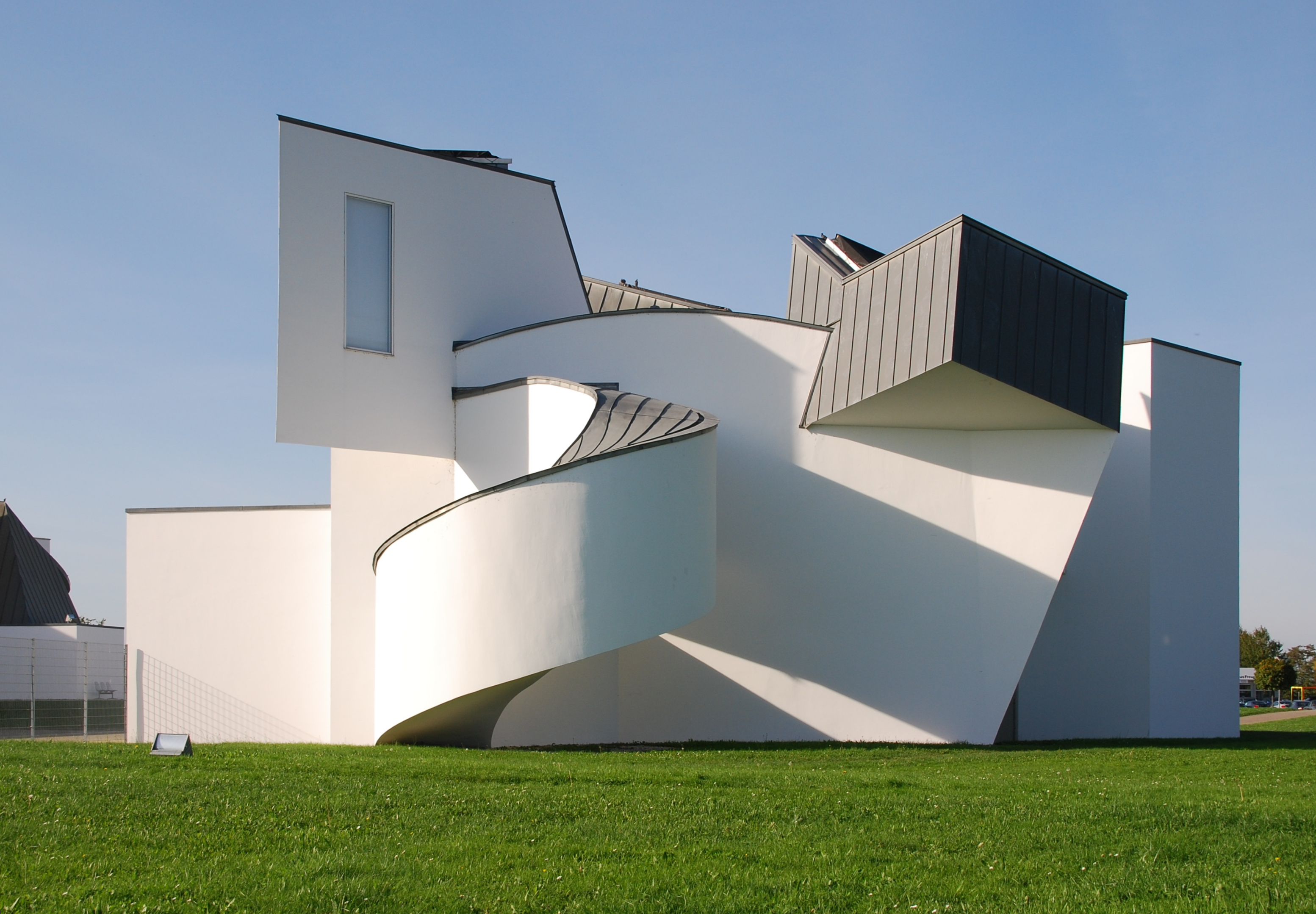
ヴィトラ・デザイン・ミュージアム
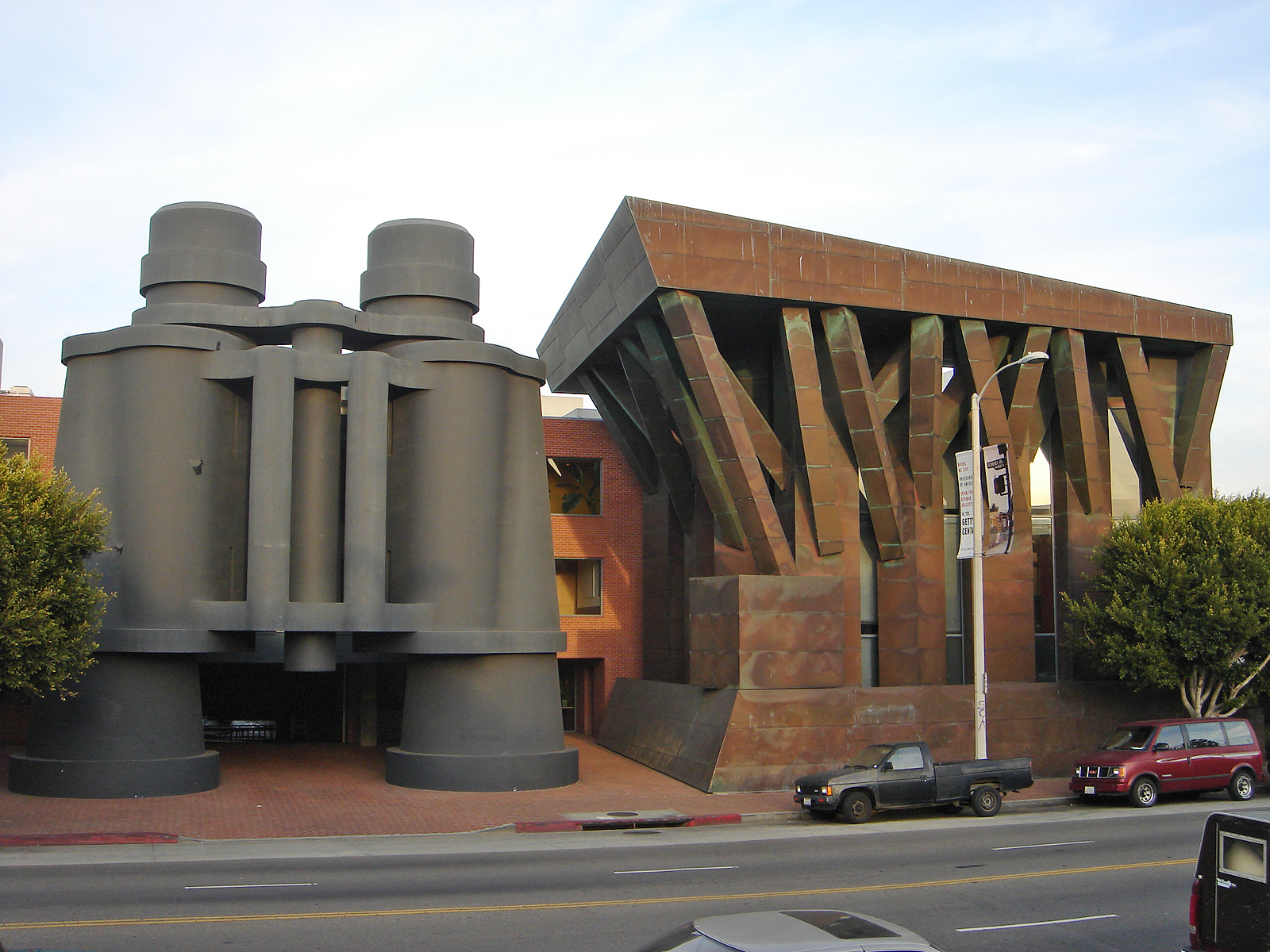
シャット／デイ／モージョー 広告代理店
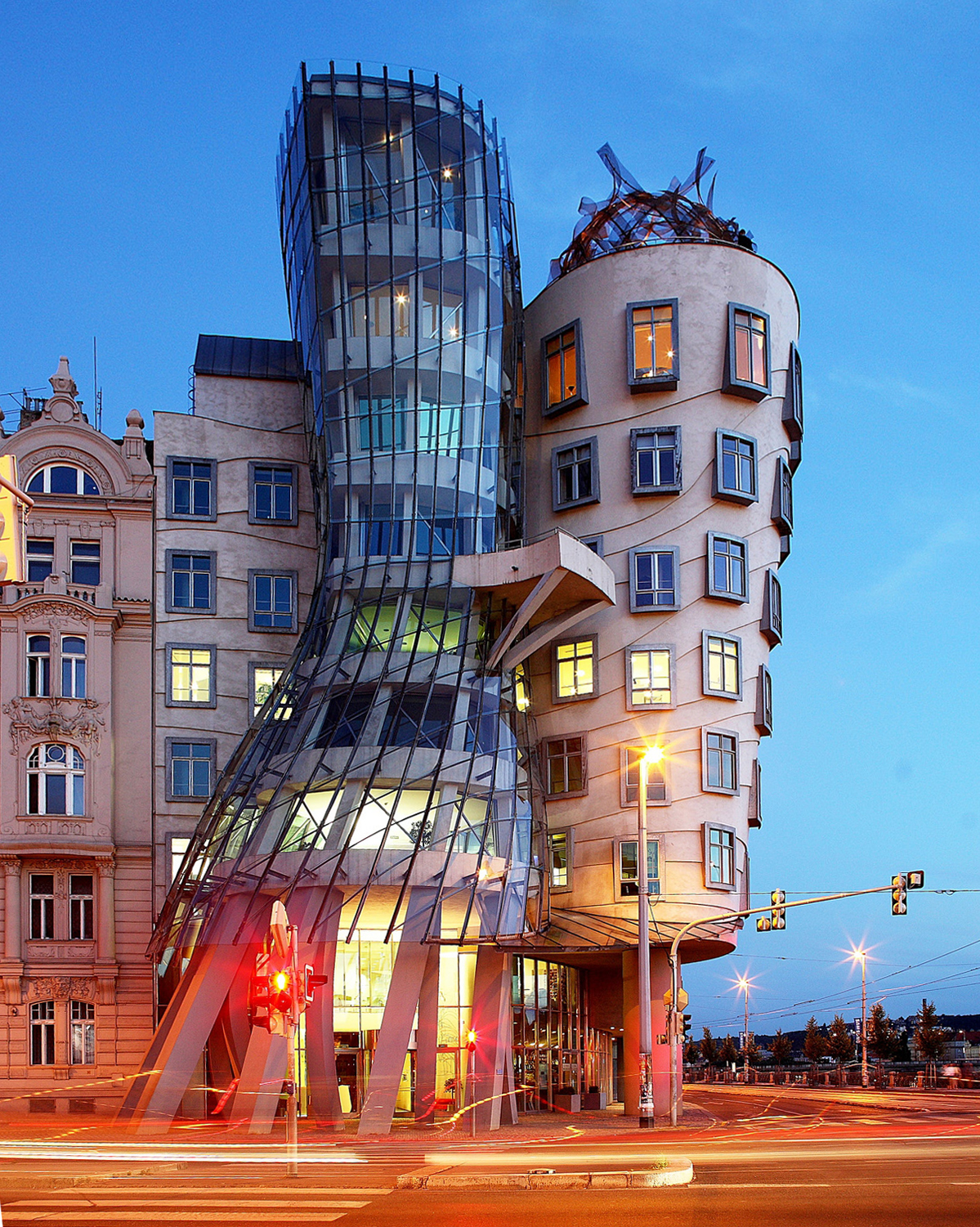
ナショナル・ネーデルランデン・ビル  "踊るビル"
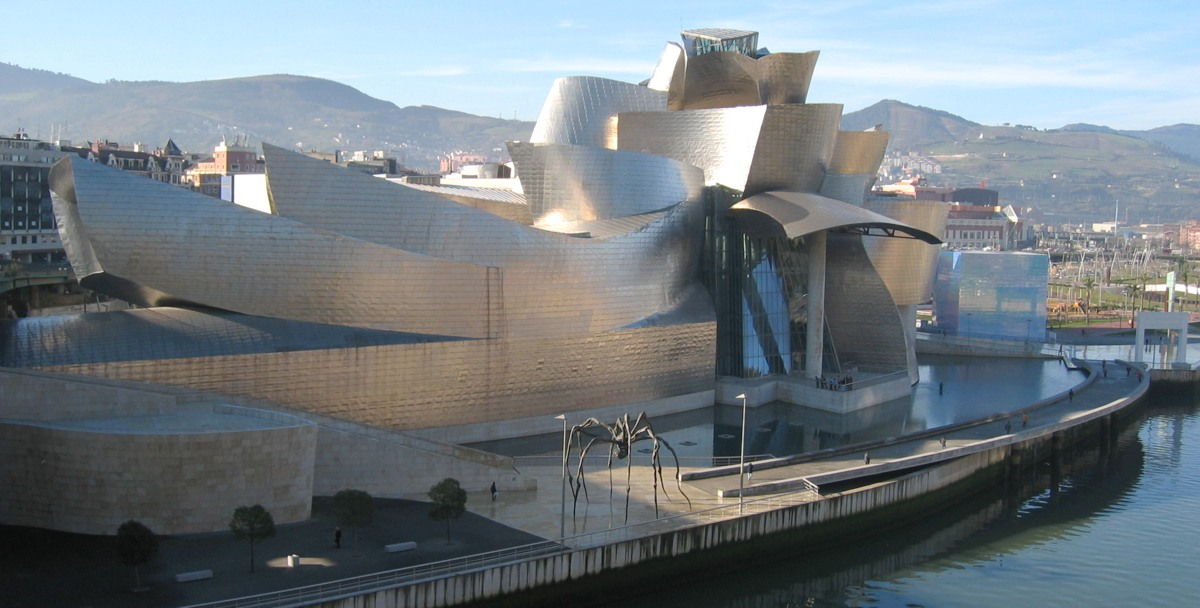
ビルバオ・グッゲンハイム美術館
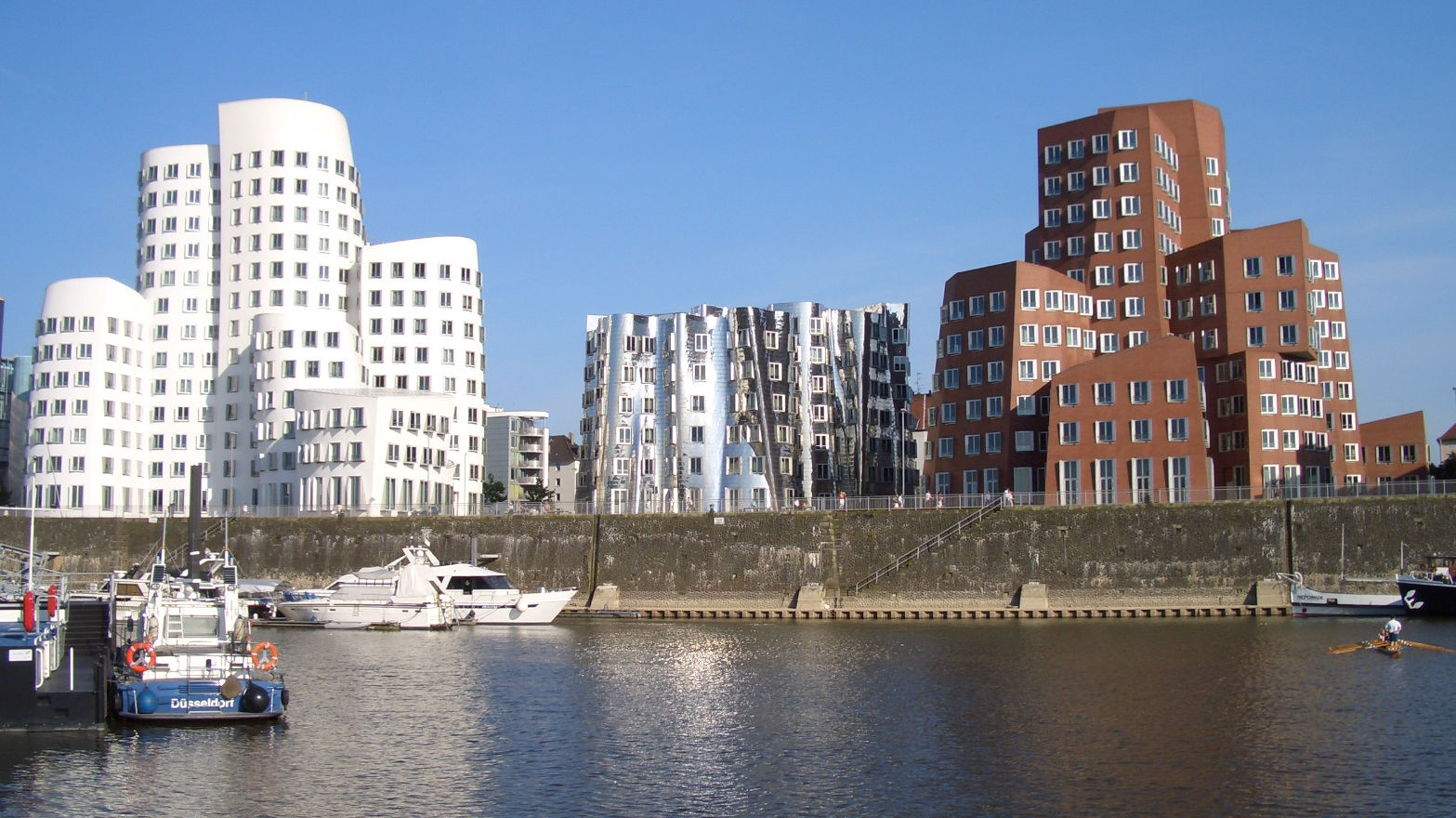
メディア・ハーバー・ビル
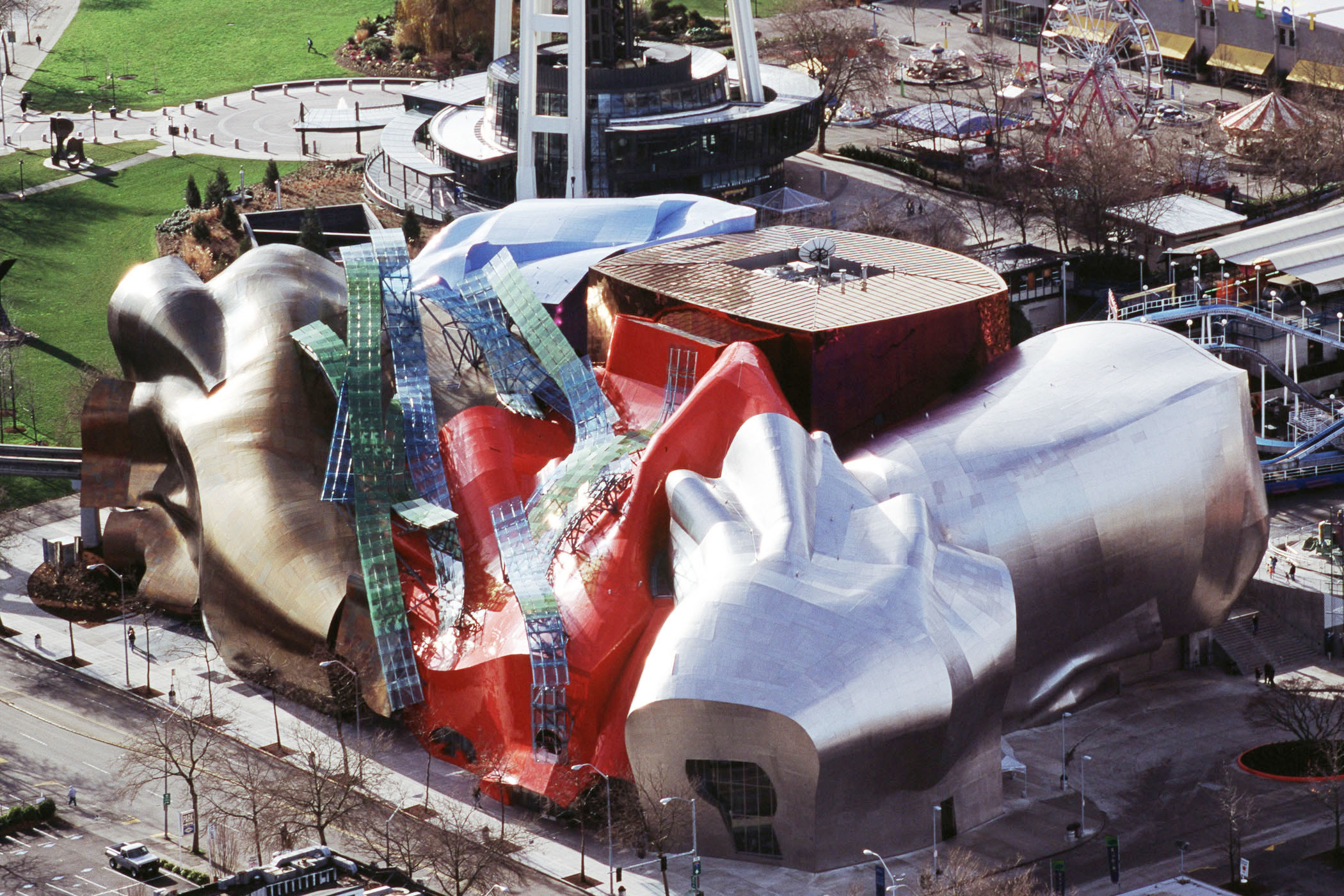
エクスペリエンス・ミュージック・プロジェクト
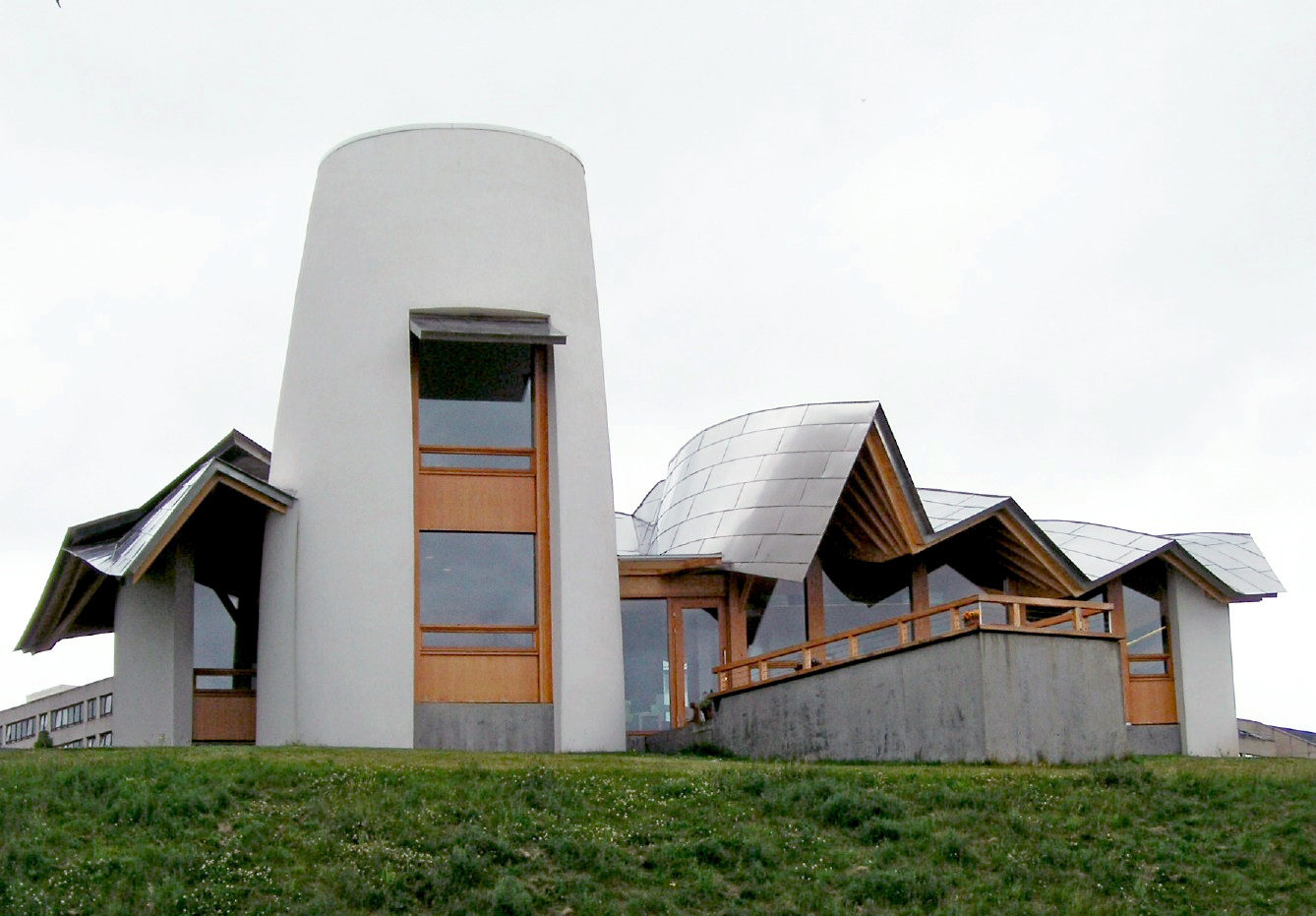
マギー・センター
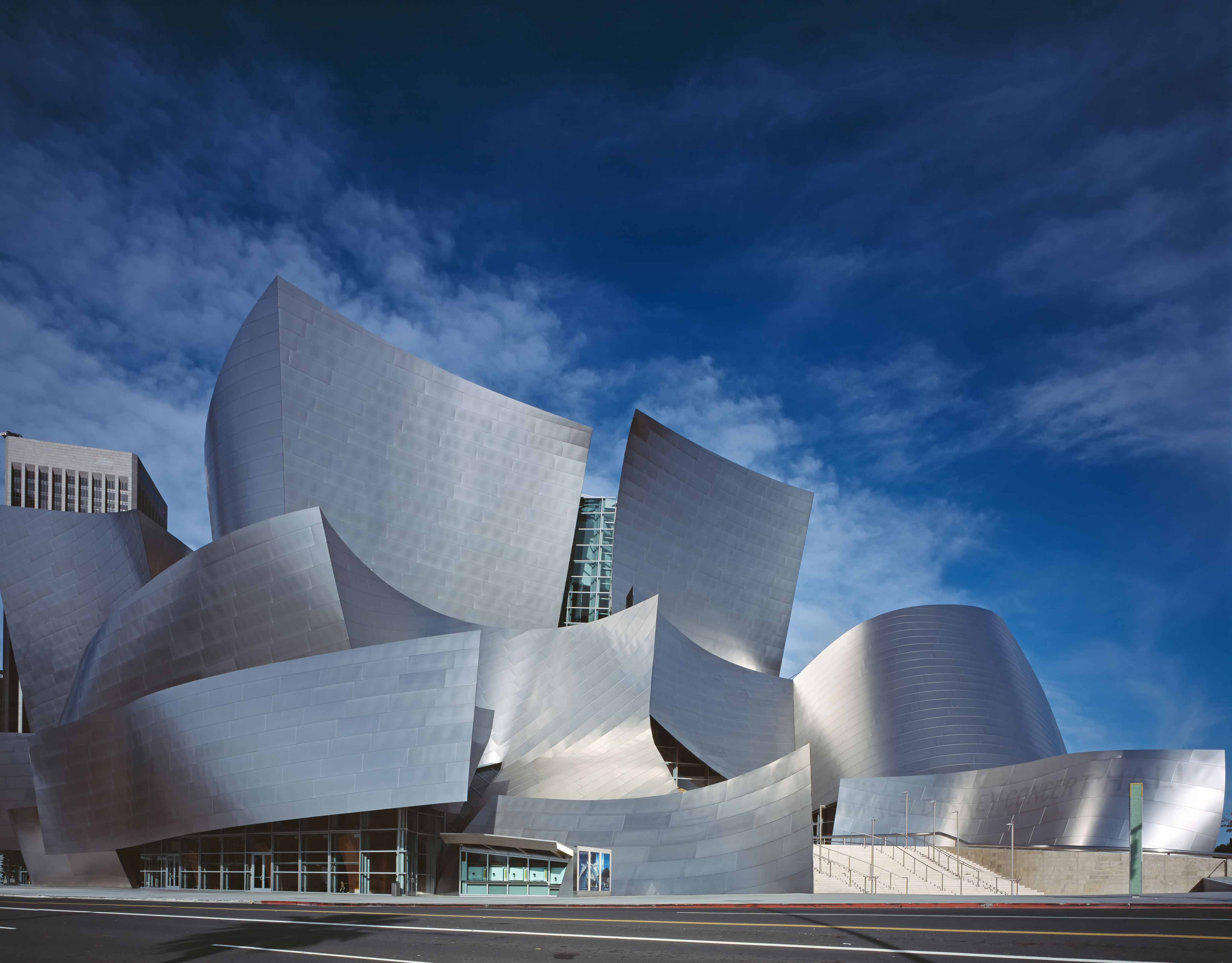
ウォルト・ディズニー・コンサートホール
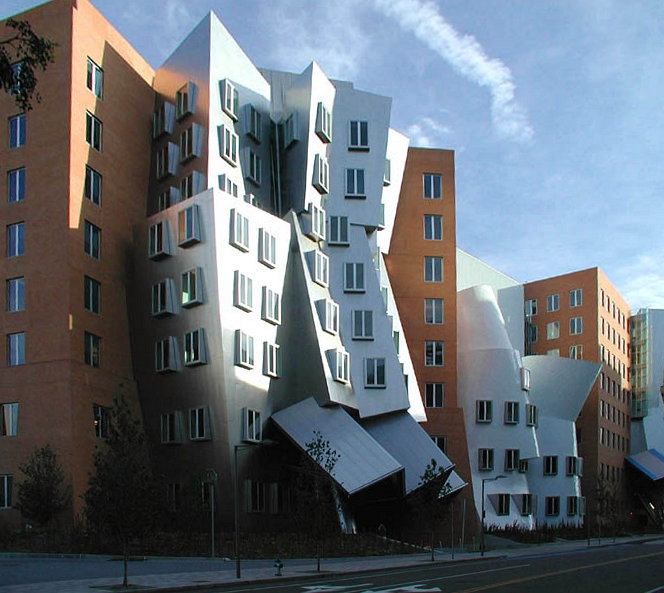
MIT ステイタ・センター
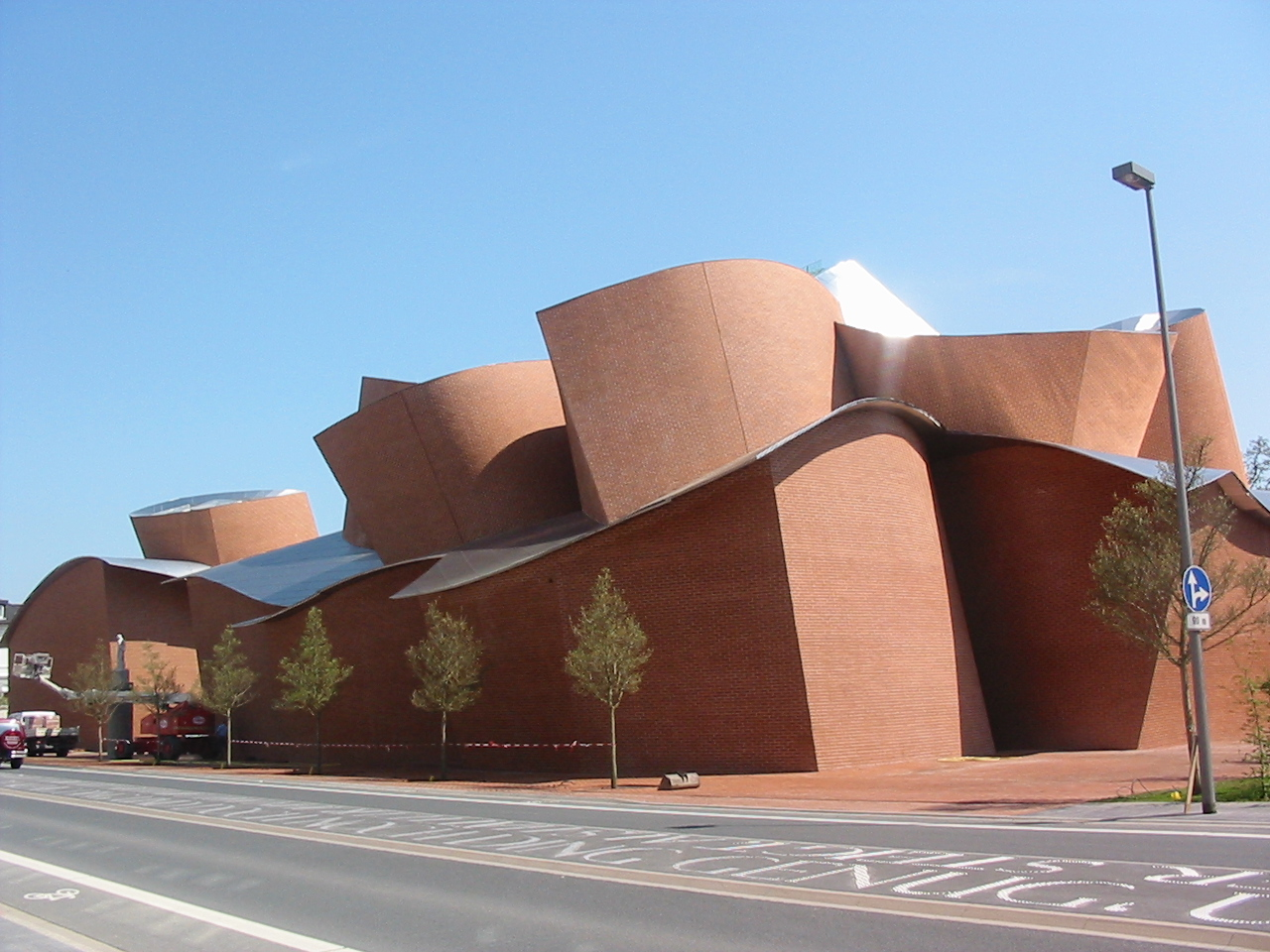
マルタ
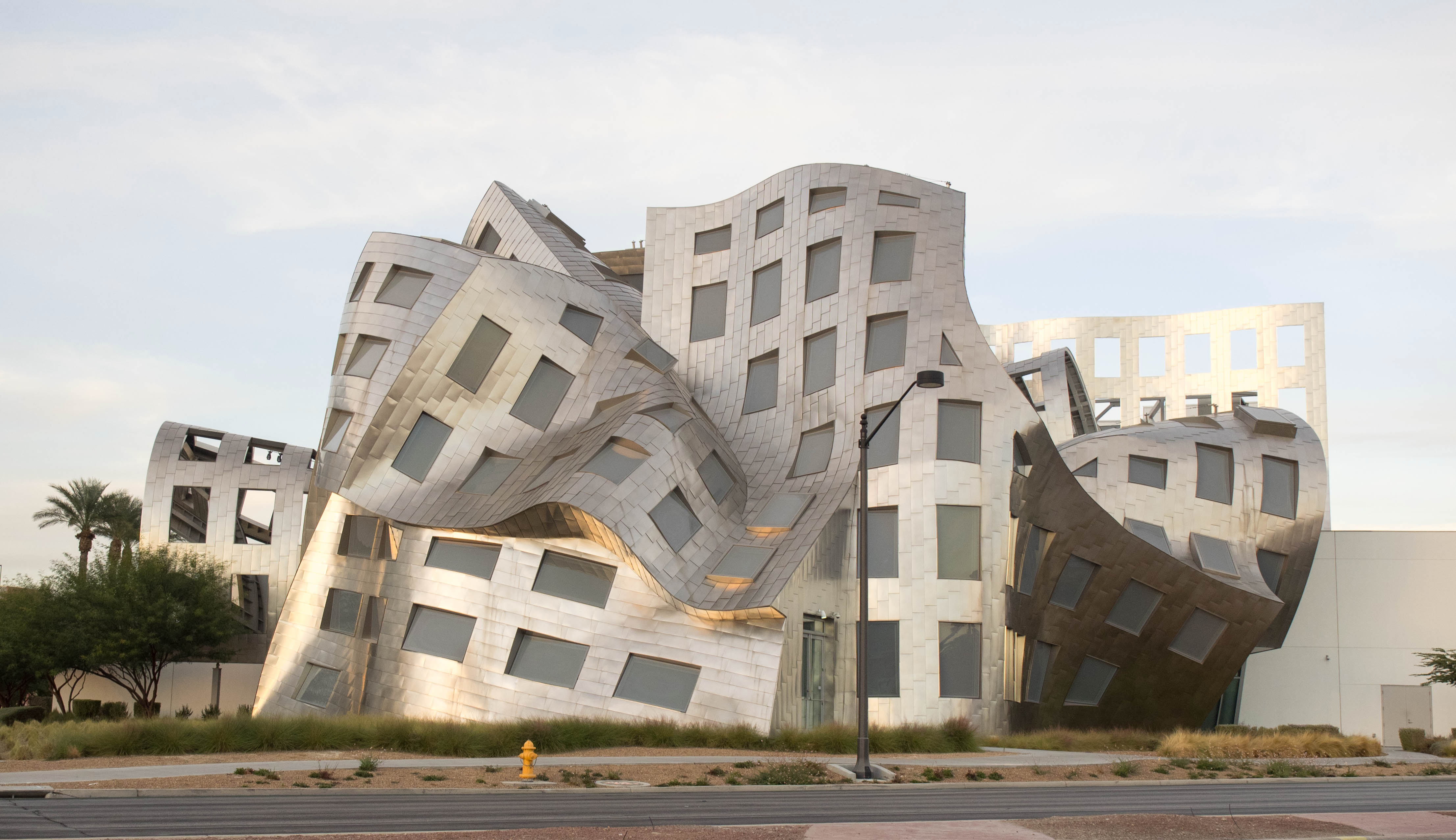
ル・ルポ脳研究所
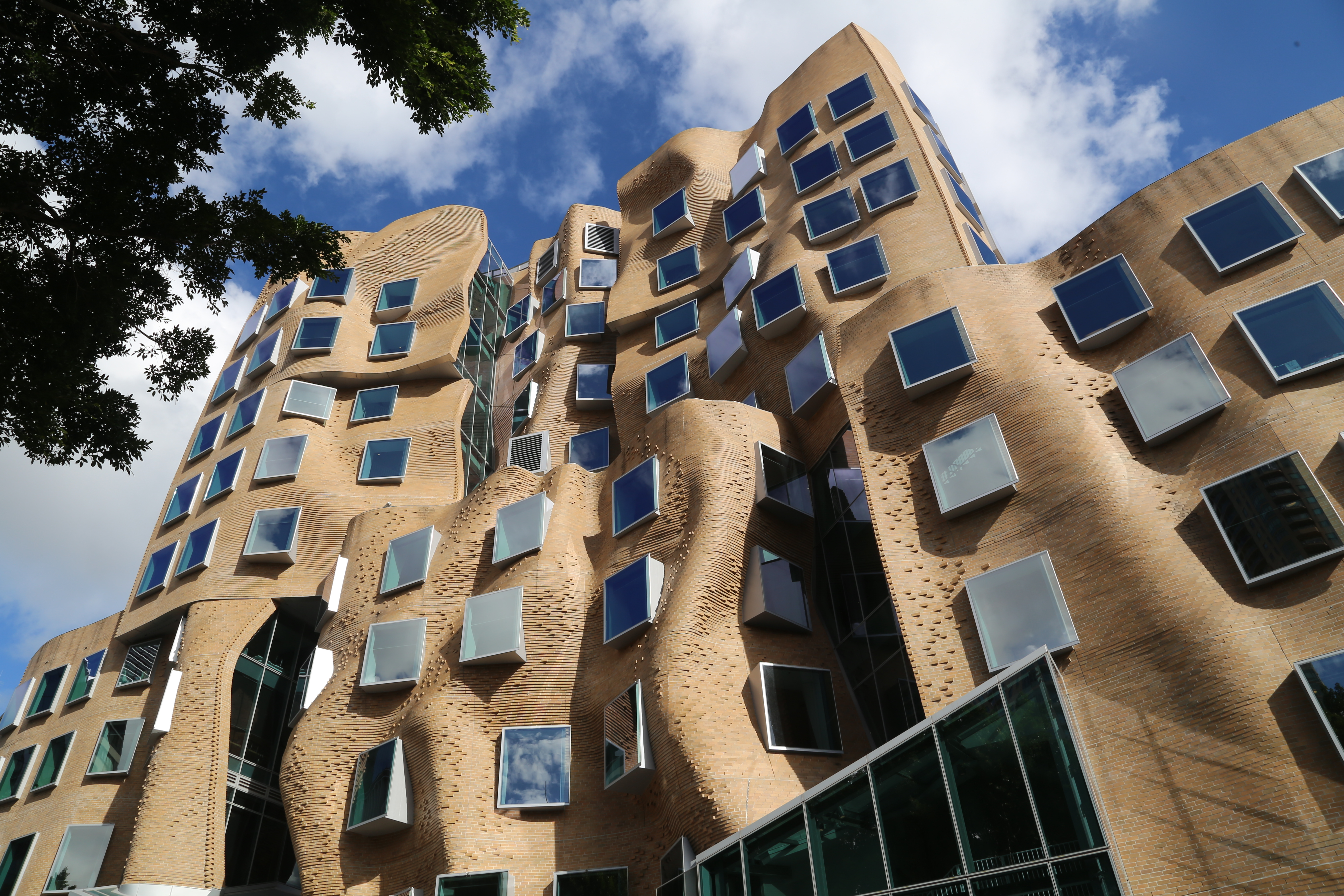
シドニー工科大学ドクター・チャウ・チャク・ウイング棟